# Chiquián

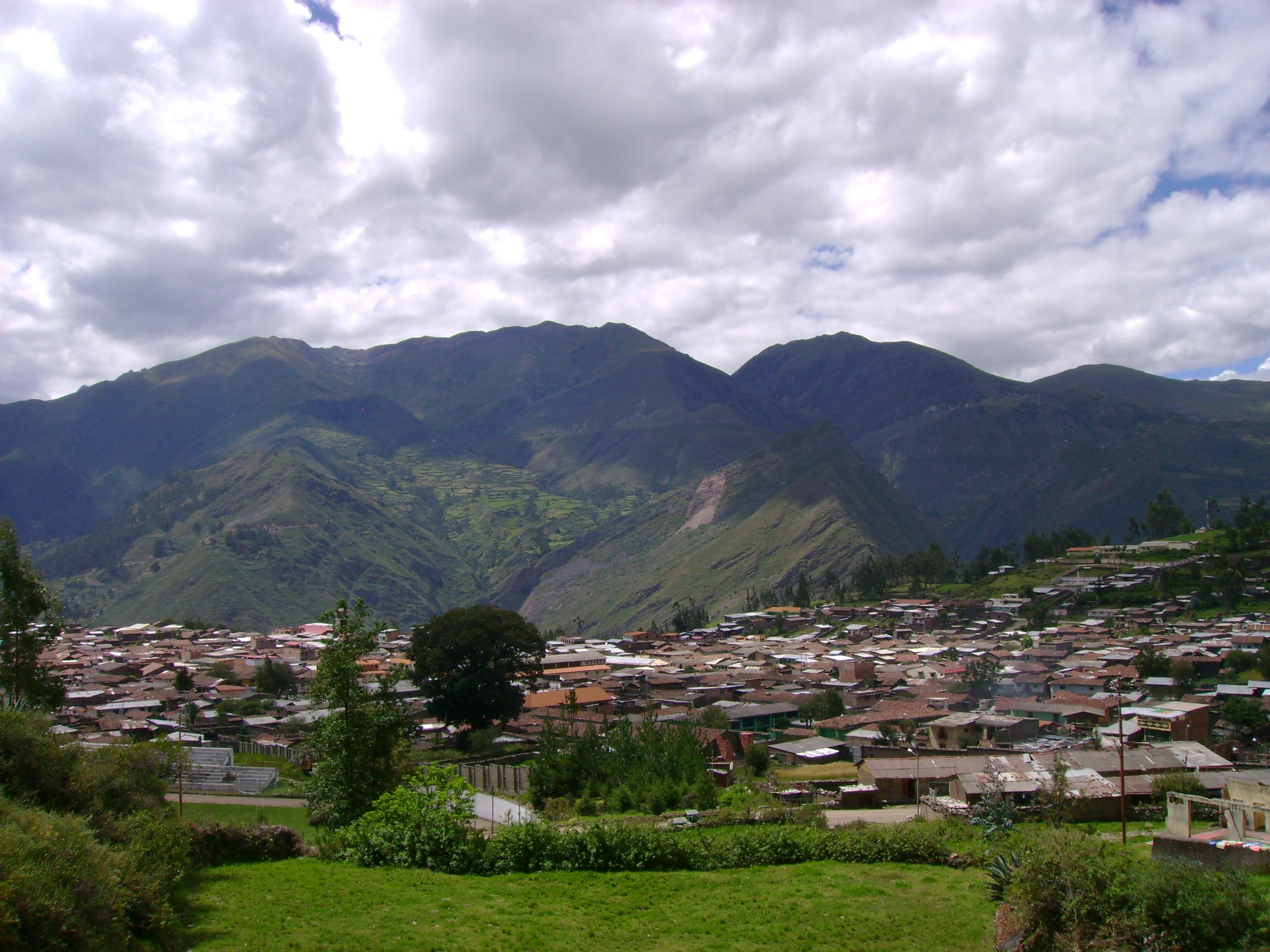
Chiquián visto desde el camino hacia Conococha.

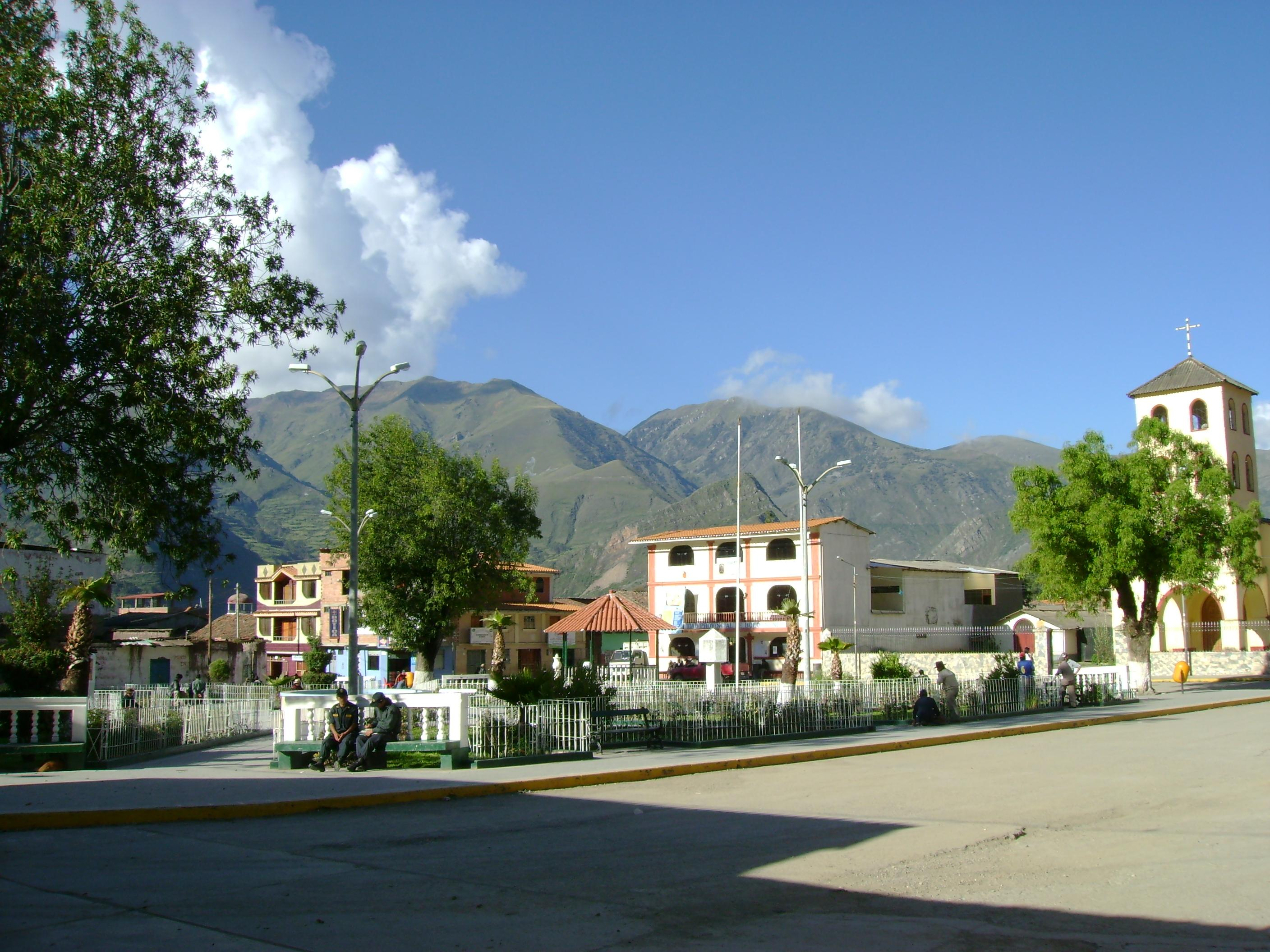
Plaza Mayor.

Chiquián es una ciudad peruana capital de distrito homónimo y de la provincia de Bolognesi en el departamento de Áncash. Su fecha de fundación es incierta, si bien se sabe que fue un 4 de octubre por el patronazgo de San Francisco de Asís, se estima que el año fue entre 1555 y 1574.

## Geografía

### Ubicación
Las coordenadas son: 10°9′4″S 77°9′22″O / -10.15111, -77.15611, al sureste de la región Áncash.
Se encuentra a 3374 m s. n. m., aunque las cifras oficiales oscilan desde 3350 a 3400; sobre una meseta de relieve uniforme, en la ladera occidental (mirando de sur a norte) del cañón del río Pativilca, a medio nivel de entre el río (3000 m s. n. m.) y el nivel superior del cañón que es la meseta de Conococha que está a casi 4100 m s. n. m. Está a 350 km de la ciudad de Lima y 50 km a sur de la Cordillera Blanca.
Las localidades más cercanas son: al norte Recuay, que está en el Callejón de Huaylas a 85 km, y al oeste, el poblado de Conococha (poblado), a 31 km, y en la costa Barranca, en Lima a 160 km.

### Clima
Por su altitud, según Javier Pulgar Vidal, se ubica en la región Quechua, lo cual le otorga un clima templado-seco. Tiene dos estaciones, la estación de lluvias (avenidas) y de sequías (estiaje).
La temporada de lluvias es de octubre/noviembre - abril/mayo y se caracteriza por fuertes precipitaciones y apariciones de niebla que pueden permanecer todo el día en el valle. La presencia de heladas en los mes de julio-septiembre. El resto del año es seco, con días mayormente soleados. Sin embargo, aparece en julio y agosto por un corto tiempo nubes y lluvias breves.
La temporada de lluvias puede variar por el efecto del fenómeno de El Niño. En este caso, las temperaturas durante el día, oscilan a los 12-18 °C y en la noche por debajo de 8 °C y de congelación. En la estación seca la temperatura diurna se eleva a 25 °C y en la noche por lo general se mantiene por encima de 10 °C. Sin embargo, durante las altas horas de la noche, ocurre un fuerte descenso de la temperatura conocido como la helada, que al amanecer los pastizales están cubiertos de una capa delgada y blanca de escarcha, debido a la congelación del rocío que se acumula sobre las hojas.
El contraste de temperatura entre las zonas expuestas a la radiación del sol y las que están bajo sombra durante la estación seca es muy grande y bien puede ascender a 20 °C.
| Parámetros climáticos promedio de Chiquián | Parámetros climáticos promedio de Chiquián | Parámetros climáticos promedio de Chiquián | Parámetros climáticos promedio de Chiquián | Parámetros climáticos promedio de Chiquián | Parámetros climáticos promedio de Chiquián | Parámetros climáticos promedio de Chiquián | Parámetros climáticos promedio de Chiquián | Parámetros climáticos promedio de Chiquián | Parámetros climáticos promedio de Chiquián | Parámetros climáticos promedio de Chiquián | Parámetros climáticos promedio de Chiquián | Parámetros climáticos promedio de Chiquián | Parámetros climáticos promedio de Chiquián |
| Mes                                        | Ene.                                       | Feb.                                       | Mar.                                       | Abr.                                       | May.                                       | Jun.                                       | Jul.                                       | Ago.                                       | Sep.                                       | Oct.                                       | Nov.                                       | Dic.                                       | Anual                                      |
| ------------------------------------------ | ------------------------------------------ | ------------------------------------------ | ------------------------------------------ | ------------------------------------------ | ------------------------------------------ | ------------------------------------------ | ------------------------------------------ | ------------------------------------------ | ------------------------------------------ | ------------------------------------------ | ------------------------------------------ | ------------------------------------------ | ------------------------------------------ |
| Temp. máx. media (°C)                      | 16.6                                       | 16                                         | 16.1                                       | 17                                         | 17.2                                       | 17.5                                       | 17.9                                       | 18.1                                       | 17.8                                       | 17.4                                       | 17.2                                       | 17                                         | 17.2                                       |
| Temp. media (°C)                           | 10.5                                       | 10.5                                       | 10.3                                       | 10.5                                       | 9.6                                        | 8.7                                        | 8.6                                        | 9                                          | 9.6                                        | 10.1                                       | 10.2                                       | 10.1                                       | 9.8                                        |
| Temp. mín. media (°C)                      | 4.5                                        | 5                                          | 4.6                                        | 4                                          | 2.1                                        | 0                                          | -0.7                                       | -0.1                                       | 1.5                                        | 2.8                                        | 3.3                                        | 3.3                                        | 2.5                                        |
| Fuente: climate-data.org                   |                                            |                                            |                                            |                                            |                                            |                                            |                                            |                                            |                                            |                                            |                                            |                                            |                                            |

## Idioma
Hacia el año 2000 el idioma principal era el quechua, de las formas muy diferentes de ancashino-quechua. Ahora el idioma dominante es el español mientras el quechua es hablado casi exclusivamente por las personas mayores, por la reciente afluencia de nuevos residentes desde la costa que sólo hablan español.

## Fiesta patronal
Se celebra el 30 de agosto una festividad dedicada a su patrona, Santa Rosa de Lima. Durante la festividad hacen su aparición el Capitán con sus acompañantes y  El Inca con sus Pallas y su Rumiñahui como general del ejercito Inca,adicional a ello hay encuentros de teatro y fiestas populares.

## Turismo
Conocido como "Espejito del Cielo", Chiquián es la portada para visitar la Reserva Natural de la Cordillera Huayhuash. Cuenta con un mirador de donde se puede divisar la cordillera mencionada en toda su majestuosidad en días despejados, así como también el nevado de Tuco. También cuenta con hoteles y hospedajes para albergar turistas, siendo el más conocido Hospedaje San Miguel de Chiquián el pionero del turismo en la Provincia de Bolognesi por más de medio siglo y después aparecieron los hoteles Huayhuash, Los Nogales, La Posada Imperial, Hospedaje Doña Victoria.
La denominación original de 'Espejito de Cielo' corresponde a la comunidad campesina de Llámac, que se encuentra a 25 km  de la ciudad de Chiquián, en cuyos territorios se encuentra parte de la Cordillera Huayhuash. La denominación a Chiquian como tal se dio, luego que Roberto Aldave, cineasta chiquiano, realizara trabajos en la Cordillera Huayhuash y en una de las canciones que registró en la comunidad, encontró la frase de espejito del cielo, pero haciendo referencia al pueblo de Llámac, allá por el año 1993; y él posteriormente ese nombre para promocionar su material videográfico. Entonces el verdadero 'Espejito del Cielo', es la comunidad campesina de Llámac.

## Transporte
Hacia Chiquián se puede llegar de cuatro formas:
- Desde Huaraz mediante el desvío en la localidad de Conococha (4100 m s. n. m.) tomando el desvío hacia el este.

- Desde Lima, mediante el turno de la noche por la Carretera Panamericana Norte, hasta Paramonga (200 km aproximadamente) desviándose hacia Chasquitambo y ascendiendo mediante una carretera asfaltada que conduce al pueblo de Conococha.

- Desde Lima hasta Aeropuerto Comandante FAP Germán Arias Graziani, en Carhuaz, en tan solo 45 minutos, único turno de la mañana. Luego, se toma un auto, combi o bus hacia Huaraz, y desde allí, mediante una de las cuatro empresas de transporte de buses o autos particulares, se continúa el viaje hasta Chiquián. En total, el recorrido se reduce a unas cinco horas. Cabe mencionar que esta vía es usada por los turistas que visitan la Cordillera Huayhuash.

- Desde La Unión (Huánuco) como el caso anterior, se toma el bus de la empresa Turismo Cavassa que parte en el turno de la noche.

## Deportes
El fútbol es uno de los deportes con mayor acogida en la ciudad de Chiquian. Su práctica siempre ha sido generalizada desde hace varias décadas. Siendo el equipo Sport Cahuide el más popular de la provincia.
| Clubes de Fútbol  |                         |           |           |
| Equipo            | Fundación               | Estadio   | Liga      |
| Atlético Tarapacá | 27 de noviembre de 1939 | Municipal | Copa Perú |
| Sport Cahuide     | 1943                    | Municipal | Copa Perú |

## Chiquianos notables
- Luis Pardo Novoa, hacendado y personaje icónico.